# Lužická kuchyně
Osobitá lužickosrbská kuchyně je stejně specifická jako kultura jídla. Od kuchyně německých obyvatel žijících v Lužici se příliš neodlišuje. Dá se tvrdit, že souhrn zvláštností ve smyslu zvyků a tradic, nehledě na regionální odlišnosti, je dán především přírodními podmínkami. V prvé řadě je to především vesnický selský charakter, daný vlastními vypěstovanými plodinami, dobře a rychle zpracovatelnými. Polní plodiny, jako obilí, proso, pohanka, řepa, běžné druhy zeleniny a od druhé poloviny 18. století také brambory, tvoří nemnoho variant potravinového základu. Maso a tuk chovaných zvířat (hovězí, vepřové, skopové, kozí, drůbeží), stejně tak další zvířecí produkty jako vejce, mléko, tvaroh a sýr dodávají důležité výživné látky a ovládají jídelní rozvrh a jsou využívány podle současné hospodářské situace. Při různých slavnostních příležitostech jako svatba či křest jsou podávána jídla ve větší nabídce tradičních druhů a také nápoje. Patří sem kupříkladu černá polévka (prdelačka).
V souvislosti s převládající rostlinnou produkcí potravinových surovin s doplněním zvířecích produktů jako je sádlo, špek nebo máslo, se jeví srbská kuchyně s domácím zelím a kořením jako zdravá a nejvyváženější. Přitom s fantazií a kreativitou vývoje kuchyňské kultury se potkáváme i ze skromnějších prostředků a jmenovitě podle regionálních přísad s rozsáhlou nabídkou jídel. Setkáváme se tak v Blatech (Spreewald) se sladkovodními rybami, křenem a často s kvašenými okurkami, v rovinách vedle prosa, s ovesnými vločkami, také s lesními houbami, borůvkami, příležitostně s divočinou. V Horní Lužici je specialitou svatební polévka s vaječným svítkem, jako hlavní jídlo vařené hovězí maso s křenovou omáčkou, srbské brambory (srbské neple) – speciální druh bramborového salátu se zelenou fazolkou, omelety s borůvkami, jahodami. Ke slavnostním dnům jako je posvícení jsou nabízeny koláče „tykané“ – obložené ovocem, nebo „mazance“ s tvarohem, mákem a jinými přísadami. V týdnu je to lisovaný olej s tvarohem a bramborami na loupačku, což je oblíbené. Na zimu se potraviny konzervují uskladněním ve sklepě (ovoce, zelenina, řepa, brambory), sušením (ovoce, houby), kyselým skladováním, vařením (ovoce, zelenina, maso, klobásy). Ze zabíjaček podle uváděných receptur se zhotovují vuřty jako polotovary nebo nasolené se ukládají do dřevěných sudů.
S postupující globalizací, industrializací přípravy pokrmů přicházejí do obchodů dosud sotva známé produkty jako rýže nebo mořské ryby, exotické koření, šafrán, kmín, muškát nebo přísady jako rozinky, mandle, citrony, všeobecně pak nové recepty. V kuchyních měšťanů se prosazují vlivy mezinárodních receptur, ale i starobylá jídla, která byla dříve na jídelníčku chudých lidí. Jde o určitý druh renesance, v privátních rozpočtech a v gastronomii tento trend navazuje na regionální tradice. Tak se daří bezové nebo pivní polévce, kaši se zelím a vařeným sýrem, kukuřičným jídlům a tvarohu vytvářet nový vzhled.
Specialitou kuchyně v Lužici je hořčice. V Budyšíně je dokonce prodejna s muzeem, kde je turisty hořčice vyhledávaným artiklem a skutečnou pochoutkou. V minulosti se připravovaly plince, druh omelet. Tykance – velké koláče s nejrůznějšími přísadami dostávali čeledíni a služky ku konci roku jako určitý druh výslužky. Lužická kuchyně nemá výraznější speciality, křenová omáčka je běžná třeba v Čechách, na Moravském Slovácku k uzenému masu, ale i k huse nebo kuřeti. Typické jídlo lužické kuchyně může být mauke – bramborová kaše se zelím a maštěná olejem, maso spíše uzené nebo klobása. Lužickosrbské speciality jsou servírovány např. v budyšínské restauraci Wjelbik nedaleko radnice v Budyšíně.